# Аксентие Бацетович
Аксентие Бацетович – Бацета, известен като Руянац (на сръбски: Аксентије Бацетовић Бацета Рујанац или Aksentije Bacetović Baceta Rujanac), е основен организатор на сръбската въоръжена пропаганда в Македония в началото на XX век.

## Биография
Роден е в село Крива река край Ужице. Като младеж е привърженик на Народната радикална партия и участва в Тимошката буна в 1883 година, след която бяга в България.
След това се установява в Руската империя и завършва юнкерско училище в Одеса. Връща се в Сърбия, където му признават подофицерския чин.
Заминава за България с разузнавателна мисия. По време на Сръбско-българската война в 1885 година снабдява сръбската армия с информации за разположението на българските части. Заловен е и осъден на смърт, но по настояване на сръбската страна на преговорите за примирие присъдата му е заменена със 101 години затвор.
Успява да избяга от затвора, връща се в Сърбия и отново поема разузнавателна служба в Австрия. Изгонен е като български шпионин.
След Майския преврат е сред първите организатори на сръбската въоръжена пропаганда в Македония. Води чета в 1904 и 1905 година, като негов четник е Любомир Йованович. Участва в сражението при Челопек. Загива в сражение с турци при Беляковци на 16 юни 1905 година заедно с Павле Младенов.
Името му носи улица в Белград.